# The Car (album)
The Car è il settimo album in studio del gruppo musicale britannico Arctic Monkeys, pubblicato il 21 ottobre 2022 dalla Domino Recording Company.
È il primo album del gruppo a non aver raggiunto la prima posizione nella UK Chart.

## Tracce
Testi e musiche di Alex Turner, eccetto dove indicato.
1. There'd Better Be a Mirrorball – 4:25
2. I Ain't Quite Where I Think I Am – 3:11
3. Sculptures of Anything Goes – 3:59 (Alex Turner, Jamie Cook)
4. Jet Skis on the Moat – 3:17 (Alex Turner, Tom Rowley)
5. Body Paint – 4:50
6. The Car – 3:18
7. Big Ideas – 3:57
8. Hello You – 4:04
9. Mr Schwartz – 3:30 (Alex Turner, Tom Rowley)
10. Perfect Sense – 2:47

## Classifiche

### Classifiche settimanali
| Classifica (2022) | Posizione massima |
| ----------------- | ----------------- |
| Australia         | 2                 |
| Austria           | 3                 |
| Belgio (Fiandre)  | 2                 |
| Belgio (Vallonia) | 2                 |
| Canada            | 6                 |
| Croazia           | 1                 |
| Danimarca         | 5                 |
| Finlandia         | 5                 |
| Francia           | 2                 |
| Germania          | 5                 |
| Giappone          | 18                |
| Irlanda           | 2                 |
| Islanda           | 16                |
| Italia            | 6                 |
| Lituania          | 2                 |
| Norvegia          | 8                 |
| Nuova Zelanda     | 2                 |
| Paesi Bassi       | 2                 |
| Polonia           | 8                 |
| Portogallo        | 2                 |
| Regno Unito       | 2                 |
| Spagna            | 3                 |
| Stati Uniti       | 6                 |
| Svezia            | 8                 |
| Svizzera          | 3                 |
| Ungheria          | 18                |

### Classifiche di fine anno
| Classifica (2022) | Posizione |
| ----------------- | --------- |
| Belgio (Fiandre)  | 46        |
| Belgio (Vallonia) | 160       |
| Paesi Bassi       | 77        |
| Portogallo        | 14        |
| Regno Unito       | 17        |
| Spagna            | 87        |
| Classifica (2023) | Posizione |
| Belgio (Fiandre)  | 170       |